# 주아프가니스탄 미군
주아프가니스탄 미군(영어: United States Forces - Afghanistan (USF-A)는 아프가니스탄 전쟁으로 아프가니스탄에 주둔하고 있는 미국의 해외 주둔군이다. 표어는 "We can...We will→우린 할 수 있다...우린 할 것이다". 제10산악사단이 본부 역할을 맡고 있다.

## 역사
아프가니스탄 정부과 지위협정을 맺고, 아프가니스탄 국가안보군과 국제안보지원군을 도와 치안을 안정화시키는데 주력하였다. 2015년 1월 1일부터는 국제안보지원군을 대채한 확고한 지원 임무(Resolute Support mission)와 협력하고 있다.
주아프가니스탄 미군은 이슬람 국가의 등장에 따라 항구적 자유 작전 - 아프가니스탄 (OEF-A)을 끝냈는데도 철수하지 못하고 있다. 미국의 대통령 버락 오바마는 주둔 기간은 늘리되, 2016년에 9,800명, 2017년에는 5,500명으로 점차 줄이면서 같은 해 1월에 카불에 있는 대사관을 폐쇄할 예정이라고 밝혔다. 2021년 8월 30일, 주아프가니스탄 미군이 최종적으로 철수하면서 사실상 해체하였다.

## 편성
2011년 3월 31일
육군
- 미국 육군 공병대 범대서 지부 (TAD FWD-A), 아프가니스탄 지구 (Afghanistan Engineer District)
  - 북아프가니스탄 공병관구 (Afghanistan Engineer District - North)
- 아프가니스탄 합동지원사령부 (Joint Susmtainment Command - Afghanistan)
- 아프가니스탄 연합전력특수작전구성사령부 (CJSOTF-A)
  - 아프가니스탄 연합합동특수작전태스크포스 (CJSOTF-Afghanistan)
    - 제3특전단
- 아프가니스탄 연합안보이전사령부 (CSTC-A)
- 제3해병원정군
- 제10산악사단
- 제101공수사단
- 제176공병여단
  - 제2공병대대
  - 제112공병대대
- 제62의무여단
- 제196기동강화여단
- 제359통신여단 (전구)(전술)
- 제176공병대대

공군
- 제43항공원정비행단
- 제577th EPBG[3]

태스크포스
- CJITF 넥서스
- CJITF-435; 2009년 9월 18일 ~ 2014년 10월 
  - ROLFF-A
- CJTF 팔라딘
- TF 2010 - 카불
- TF ODIN
- TF 러시모어
- TF 스포트라이트 - 카불
- TF 해머

## 역대 지휘관
| # | 사진 | 군종   | 성명                                          | 취임일          | 이임일          | 참고                           |
| - | ---- | ------ | --------------------------------------------- | --------------- | --------------- | ------------------------------ |
|   |      | 육군   | 대장 Dan K. McNeill 댄 K. 맥닐                | 2007년 2월      | 2008년 6월      | 제10대 국제안보지원군 사령관   |
|   |      | 육군   | 대장 David D. McKiernan 데이비드 D. 맥 키어넌 | 2008년 6월      | 2009년 6월      | 제11대 국제안보지원군 사령관   |
|   |      | 육군   | 대장 Stanley A. McChrystal 스탠리 매크리스털  | 2009년 6월      | 2010년 6월      | 제12대 국제안보지원군 사령관   |
|   |      | 육군   | 대장 David H. Petraeus 데이비드 H. 페트레우스 | 2010년 7월      | 2011년 7월      | 제13대 국제안보지원군 사령관   |
|   |      | 해병대 | 대장 John R. Allen 존 R. 앨런                 | 2011년 7월      | 2013년 2월      | 제14대 국제안보지원군 사령관   |
|   |      | 해병대 | 대장 Joseph F. Dunford 조지프 F. 던포드       | 2013년 2월      | 2014년 8월      | 제15대 국제안보지원군 사령관   |
|   |      | 육군   | 대장 John F. Campbell 존 F. 캠벨              | 2014년 8월      | 2015년 1월      | 마지막 국제안보지원군 사령관   |
|   |      | 육군   | 대장 John F. Campbell 존 F. 캠벨              | 2015년 1월      | 2016년 3월      | 초대 확고한 지원 임무, 사령관  |
|   |      | 육군   | 대장 John W. Nicholson Jr. 존 W. 니콜슨 Jr.   | 2016년 3월 30일 | 2018년 9월 2일  | 제2대 확고한 지원 임무, 사령관 |
|   |      | 육군   | 대장 Austin S. Miller 어스틴 S. 밀러          | 2018년 9월 2일  | 2021년 8월 30일 | 제3대 확고한 지원 임무, 사령관 |

## 같이 보기
- 아프가니스탄 전쟁 전투서열

## 참고
1. ↑  “Obama extends US military presence in Afghanistan” (영어). 알 자지라. 2015년 10월 16일. 2016년 6월 1일에 확인함.
2. ↑  “Operation Enduring Freedom - Afghanistan [OEF-A] US and Coalition Forces Order of Battle March 2011” (영어). globalsecurity.org. 2011년 11월 21일. 2020년 1월 4일에 확인함.
3. ↑  “577th Expeditionary Prime Beef Group” (PDF). 《USAF Orders of Battle》 (영어). 2011년 1월 17일. 2020년 1월 5일에 확인함.
4. ↑  Jim Garamone (2018년 9월 2일). “Miller Takes Over NATO, U.S. Commands in Afghanistan” (영어). DoD News, Defense Media Activity. 2019년 3월 29일에 원본 문서에서 보존된 문서. 2019년 6월 14일에 확인함.